# Municipio de Harrison (condado de Scioto)
El municipio de Harrison (en inglés: Harrison Township) es un municipio ubicado en el condado de Scioto en el estado estadounidense de Ohio. En el año 2010 tenía una población de 4548 habitantes y una densidad poblacional de 47,42 personas por km².

## Geografía
El municipio de Harrison se encuentra ubicado en las coordenadas 38°48′26″N 82°51′32″O / 38.80722, -82.85889. Según la Oficina del Censo de los Estados Unidos, el municipio tiene una superficie total de 95.9 km², de la cual 95.16 km² corresponden a tierra firme y (0.77%) 0.74 km² es agua.

## Demografía
Según el censo de 2010, había 4548 personas residiendo en el municipio de Harrison. La densidad de población era de 47,42 hab./km². De los 4548 habitantes, el municipio de Harrison estaba compuesto por el 97.03% blancos, el 0.18% eran afroamericanos, el 0.62% eran amerindios, el 0.18% eran asiáticos, el 0.02% eran isleños del Pacífico, el 0.26% eran de otras razas y el 1.72% pertenecían a dos o más razas. Del total de la población el 0.73% eran hispanos o latinos de cualquier raza.